# Barragem Duarte Pacheco
A barragem de Burgães ou barragem Engenheiro Duarte Pacheco localiza-se no concelho de Vale de Cambra, distrito de Aveiro, Portugal. Situa-se no rio Caima. A barragem foi projectada em 1939 e entrou em funcionamento em 1940.
A barragem construída no Rio Caima na aldeia de Sandiães entre os anos de 1936 e 1942 teve como projetista a Junta Autónoma das Obras de Hidráulica Agrícola.

## Barragem
É uma barragem de gravidade de alvenaria. Possui uma altura de 28 m acima da fundação (20 m acima do terreno natural) e um comprimento de coroamento de 66 m. Possui uma capacidade de descarga máxima de 11 (descarga de fundo) + 312 (descarregador de cheias) m³/s.

## Albufeira
A albufeira da barragem apresenta uma superfície inundável ao NPA (Nível Pleno de Armazenamento) de 0,05 km² e tem uma capacidade total de 0,408 Mio. m³. As cotas de água na albufeira são: NPA de 108 metros, NMC (Nível Máximo de Cheia) de 110 metros e NME (Nível Mínimo de Exploração) de ... metros.
A albufeira tem capacidade util para 330.000m³ de água que é utilizada para rega nos tempos de estiagem e possui dique em alvenaria com 24m de altura.

## Ligações Externas
- WikiMapia. «Barragem Engenheiro Duarte Pacheco». Consultado em 28 de Dezembro de 2014
- Junta de Freguesia de Rôge